# Liste der Monuments historiques in Saint-Mard (Meurthe-et-Moselle)
Die Liste der Monuments historiques in Saint-Mard führt die Monuments historiques in der französischen Gemeinde Saint-Mard auf.

## Liste der Objekte
| Bezeichnung                     | Beschreibung                                                  | Standort                       | Kennzeichnung | Schutzstatus | Datum | Bild |
| ------------------------------- | ------------------------------------------------------------- | ------------------------------ | ------------- | ------------ | ----- | ---- |
| Front des Hauptaltars           | Holz, bemalt, um 1740                                         | in der Kirche St-Médard (Lage) | PM54000816    | Classé       | 1984  |      |
| Gemälde Heiliger Karl Borromäus | Ölfarbe auf Leinwand, vergoldeter Holzrahmen, 17. Jahrhundert | in der Kirche St-Médard (Lage) | PM54001873    | Inscrit      | 1989  |      |